# Diplodactylus immaculatus
Diplodactylus immaculatus är en ödleart som beskrevs av  Storr 1988. Diplodactylus immaculatus ingår i släktet Diplodactylus och familjen geckoödlor. Inga underarter finns listade i Catalogue of Life.